# 前原滋子
前原 滋子（まえはら しげこ、1953年5月1日 - ）は、日本の漫画家。静岡県出身。本名は藤田 滋子（ふじた しげこ）。
高校時代より雑誌への応募や出版社回りを続ける。その後大学へ通うため上京し、大学在学中に『増刊少女フレンド』（講談社）に掲載された『男なんてなにさ』でデビュー。以後、少女漫画を執筆し続ける。短編漫画の出版が多い。

## 出版

### 短編
- ふたごっ子ハネムーン
- ハート貸します
- そばにおいでよ
- 学生街のラブサウンド
- 風のメモワール
- 十代の青春
- そこにあなたがいるから
- その日がくるといいね
- ミスター東はohショック
- ビバ! 恋愛天国
- ジーンズの杜から
- きみ色の日々
- 続きみ色の日々
- だから言ったじゃない
- 恋のA級ライセンス
- 綴り箱のかたすみに
- 初恋教室
- たとえば彼とわたし
- 結&旅人
- シャワーのあとで
- 恋愛前夜―恋人たちの初めての夜

### 杏&影シリーズ
- 初恋のかくれんぼ
- 杏&影 恋人時代
- 杏&影 結婚日記
- 杏&影 2冊目の結婚日記
- 杏&影 3冊目の結婚日記
- 杏&影 4冊目の結婚日記
- 杏&影 5冊目の結婚日記
- 杏&影 6冊目の結婚日記

### BGMはいらない シリーズ
- B♪G♪Mはいらない 全5巻
- ぼくのほうが愛してる 全2巻

### 永久の誘惑　シリーズ
- 永遠の誘惑　全12巻
- 宝石の磨き方Vol.1:そして３年後　ボストンにて　前編
- 宝石の磨き方Vol.2:そして３年後　ボストンにて　後編